# Popolzsani
Popolzsani (macedónul: Пополжани) település Észak-Macedóniában, a Délnyugati körzet Kicsevói járásában, 2013-ig a Drugovói járás része volt, ami teljes egészében beolvadt a Kicsevói járásba.

## Népesség
| Lakosok száma | 142  | 166  | 164  | 171  | 152  | 118  | 120  | 109  | 115  |
|               | 1948 | 1953 | 1961 | 1971 | 1981 | 1991 | 1994 | 2002 | 2021 |

2002-ben 109 lakosa volt, akik közül 108 macedón és 1 egyéb.